# Åke Sjögren (arkitekt)
Åke Brorsson Sjögren, född 24 december 1924 i Helsingfors, död 23 november 2006 i Sigtuna, var en svensk arkitekt och trafikflygare. 
Sjögren, som var son till direktör Bror Sjögren och Elsa Malmström, avlade studentexamen i Sigtuna 1943, reservofficersexamen 1945 och utexaminerades från Kungliga Tekniska högskolan 1958. Han anställdes vid SAS 1946 och tjänstgjorde som flygkapten där från 1955, men var även arkitekt på Frederik Bjurströms, Jon Johns och Nils Inge Roséns arkitektbyrå 1958–1959. Som Flygkapten i SAS flög han huvudsakligen SAS linjer till Nordamerika, Afrika och Mellanöstern. Han pensionerades som Flygkapten på SAS Boeing 747 vilket är SAS största flygplan någonsin.